# 拉茨基兴
拉茨基兴是德国莱茵兰-普法尔茨州的一个市镇。总面积5.12平方公里，总人口194人，其中男性100人，女性94人（2011年12月31日），人口密度38人/平方公里。